# Hinderclay
Hinderclay – wieś w Anglii, w hrabstwie Suffolk, w dystrykcie Mid Suffolk. Leży 35 km na północ od miasta Ipswich i 121 km na północny wschód od Londynu. Miejscowość liczy 340 mieszkańców.